# Teluk Kenali
Teluk Kenali is een bestuurslaag in het regentschap Jambi van de provincie Jambi, Indonesië. Teluk Kenali telt 1360 inwoners (volkstelling 2010).